# اوسکار ماریا گراف
اسکار ماریا گراف (آلمانی: Oskar Maria Graf؛ زاده ۲۲ ژوئیهٔ ۱۸۹۴ – درگذشته ۲۸ ژوئن ۱۹۶۷) یک نویسنده اهل آلمان بود.